# Per-Ola Olsson (skribent)
Per-Ola Mathias Olsson, född 24 mars 1980, är en svensk bonde, skribent och debattör.

## Biografi
Olsson har en gymnasieutbildning på lantbruksskola, och drev på 00-talet eget lantbruk med 60 mjölkkor. 2010 sålde han korna och har sedan dess varvat växtodling och verksamhet som skribent och debattör.
Han drev 2008–2015 bloggen "Sveriges snyggaste bonde" där han bland annat frispråkigt granskade politiska partier och andra aktörers agerande i jordbruks- och landsbygdsfrågor. Han har återkommande medverkat i tankesmedjan Timbro och Magasinet Landsbygd, och har bland annat kritiserat hur svenska biståndspengar via Naturskyddsföreningen gått till "systematisk och ovetenskaplig aktivism". Han hävdar att Miljöpartiet har svagt väljarunderlag i landsbygden och har ett storstadsbaserat perspektiv i sin problemformulering.
Olsson har sedan juli 2021 en podd tillsammans med Rickard Axdorff med namnet Bondepraktikan. Under oktober månad 2022 medverkade han på Svenska Dagbladets ledarredaktion.

### Banjohögern och Operahögern
I sin retorik har han skapat begreppen "Banjohögern" och "Operahögern". De använder han som metaforer för landsbygdens respektive stadens perspektiv och behov. Banjohögern beskrivs som "de som bara vill att skiten ska funka och vill bli lämnade i fred" medan Operahögern beskrivs som "det borgerliga partietablissemanget – de räknar på saker och är teknokratiska och ekonomistiska".
Begreppet Banjohöger har fortsatt leva i debatten och beskrivs som en libertariansk inriktning, som betonar individens rätt att bestämma över sitt eget liv, äganderätten och landsbygden.